# Łagunowie herbu Grzymała IV

Herb Grzymała

Łaguna (Lagon, Lagona, Laguna, v. Laguna, Lagunov, Lagunoff, Lagunow, Łagonia, Łagun, Łagunow) – polski ród szlachecki herbu Grzymała.
Rodzina ta zamieszkiwała głównie Mazowsze, rejon wsi o wspólnej nazwie Slasy w ziemi ciechanowskiej. Dlatego zawołanie herbowe „Slasa”. Od nich wywodzą się takie rody szlacheckie jak Slascy, Pęczkowscy, Trętowscy, Długołęccy.
Gniazdem rodu jest wieś Łaguny i przyległości. Członkowie rodu sprawowali wiele urzędów szlacheckich w Rzeczypospolitej Obojga Narodów. Działali czynnie w życiu społecznym, kulturalnym i politycznym w czasie ponad 600 lat. Według Bartosza Paprockiego w XVI byli rozrodzeni w Ziemi różańskiej, gdzie posiadali liczne dobra.

## Historia
Znana rodzina opisywana przez wszystkie źródła historyczno-genealogiczne. Marcin Kromer w „Księdze o procedencyi całego Grzymałów rodu” zalicza Łagunów do pierwszej gałęzi rodu Grzymałów.
Najstarszy znany zapis pochodzi z roku 1468 z Metryki Koronnej, gdzie wspomniany jest Jan Łagunicz de Długołęka syn Piotra Łaguna de Pyothrkovo, prawdopodobnie wnuk Marcina Slasy. Stanisław i Jan w 1474 weszli w posiadanie znacznej części wsi w obrębie Slasów: Trętowo, Długołęka Magna, Grabowo. Przydomek Slasa wskazuje czytelnie na przynależność do Grzymałów mazowieckiech.
Łagunowie w dobie Rzeczypospolitej szlacheckiej uczestniczyli w życiu politycznym. Piastowali pomniejsze urzędy ziemskie na Mazowszu (np. burgrabia grodzki płocki, łowczy przemyski, łowczy ciechanowski, burgrabia grodzki drohicki, podstoli ciechanowski, poseł na sejm, komisarz Ofiary Dziesiętnego Grosza na pow. Sękocin, burgrabia grodzki ciechanowski, sędzia ziemi ciechanowskiej, konsyliarz ziemi ciechanowskiej za czasów Konfederacji Targowickiej, burgrabia grodzki ciechanowski i drohicki, burgrabia zamku ciechanowskiego, komornik ziemi ciechanowskiej itp.).
Członkowie rodziny byli elektorami królów:
- Mikołaj i Wojciech – Władysława IV
- Adam, Andrzej, Szczęsny, Wojciech, Arnolf – Jana Kazimierza
- Adam, Andrzej, Karol, Marcin, Piotr, Arnolf – Michała  Korybuta Wiśniowieckiego
- Arnolf, Stefan –Jana III Sobieskiego
- Stanisław Franciszek, Wojciech – Augusta II Mocnego
- Stefan, Szymon –Stanisława Leszczyńskiego
- Adam, Adam, Aleksander, Michał, Sebastian – Stanisława Augusta Poniatowskiego.

Uczestniczyli w powstaniach niepodległościowych, przez co wielokrotnie tracili majątki oraz poddani byli przymusowej zsyłce. Podoficer WP Julian Ignacy, uczestnik powstania listopadowego, należał do korpusu Dwernickiego. Uczony Stosław, profesor prawa na uniwersytecie w Petresburgu za udział w powstaniu styczniowym został wydalony w głąb Rosji. Justyn Mikołaj był rządcą dóbr w Pohebryszczach, które należały do generała hr. Adama Rzewuskiego. W roku 1863 na wieść o powstaniu rzucił korzystną posadę, aby z dwoma braćmi Józefem i Janem zaciągnąć się do oddziału Platona Krzyżanowskiego. Apolinary, podoficer wojsk carskich służył jako oficer plutonowy w oddziale Kobylińskiego (Nadmullera). Zygmunt był weteranem powstania 1863 roku.

## Herb
Łukasz Paprocki w taki sposób pisał o herbie Grzymała:

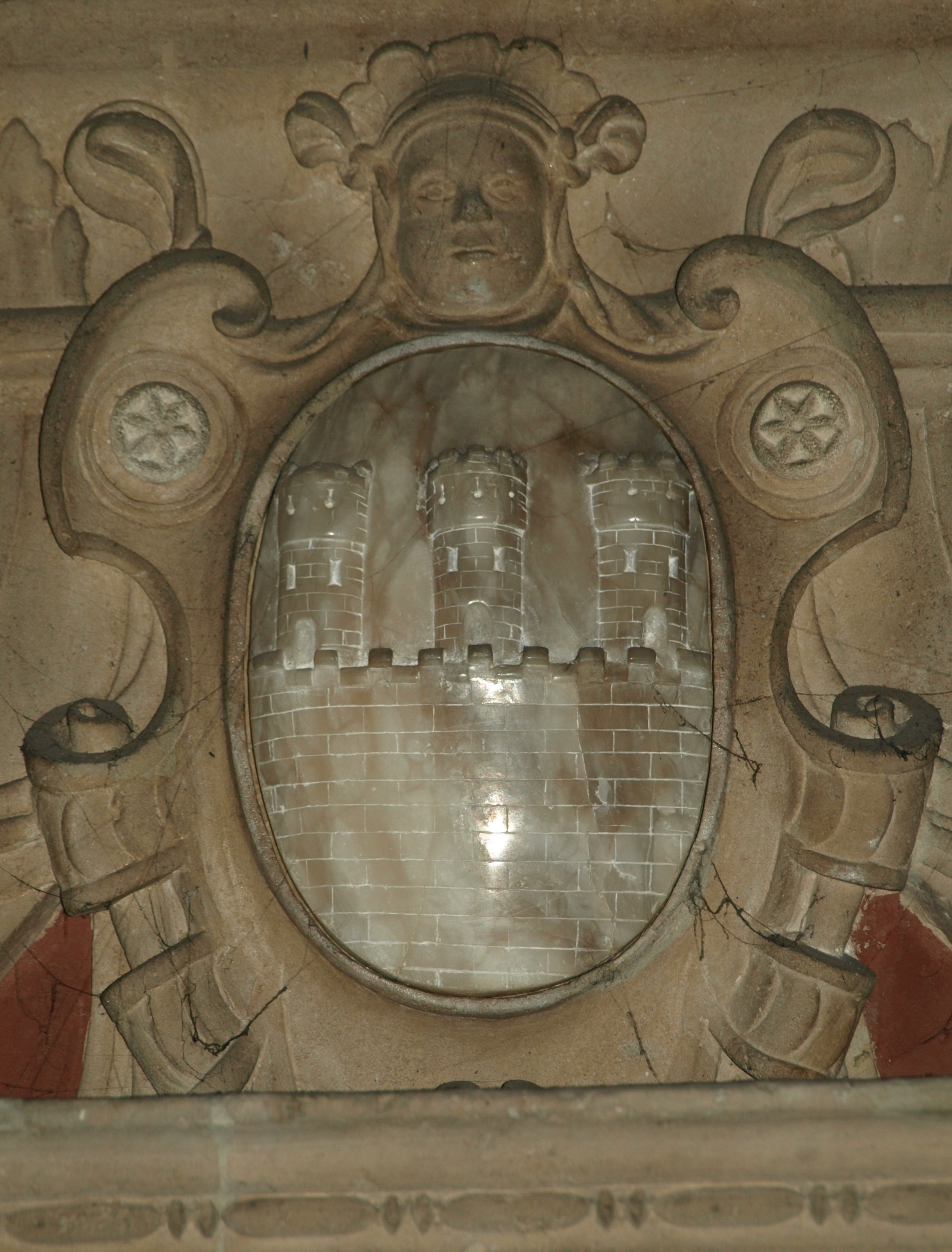
Przedstawienie herbu Grzymała z sarkofagu Pawła Głogowskiego, znajdującego się w Katedrze Płockiej

Trzeciego kształtu herbu Grzymały, ten początek wywodzi, Łuk. Paprocki. Litwa z Jadźwingami, częstemi najazdami naprzykrzyli się Mazowieckiej prowincyi, obywatele koło wsi Zielony y Ślasów, zebrawszy się w kupę, nietylko, że łupieżców wyparowali, ale się ich do woli nasiekli; dla tego w rekompensę tej odwagi, dawny ojczysty herb Grzymała przemieniony, to jest mur bez bramy, bez szyldwachu, y niby znać dając, że się murem stawili w tej okazyi tamtej ziemi: to miał wziąść Paprocki z dawnych monimentów y przywilejów; taki herb widzieć w katedrze Płockiej, którym się te domy pieczętują: Lagunowie, Pęczkowscy, Ślascy, Zieleńscy.

## Wywody genealogiczne
Po 3 rozbiorze Polski, na skutek polityki rosyjskiej Łagunowie wielokrotnie występowali do Zgromadzenia Szlacheckiego Deputacji Wywodowych różnych powiatów i guberni w celu uzyskania praw stanu szlacheckiego. Była to procedura zarówno droga, jak i czasochłonna. Bez niej nie można było utrzymać substancji ziemskiej i szlacheckiej.
Łagunowie zostali uznani w szlachectwie z wpisem do części szóstej Księgi Starożytnej Szlachty tzw. odwiecznej – posiadającej szlachectwo przed 1685 r.

## Łagunowie
Do tego rodu należeli między innymi (w układzie chronologicznym):
- Stosław (Klemens Stanisław) Łaguna[9] (23.02.1833-28.04.1900) – syn Jana i Izabeli z Nideckich; profesor Prawa Polskiego na Uniwersytecie w Sankt Petersburgu, powstaniec styczniowy;
- Stanisław Ignacy Łaguna (18.01.1878-1.08.1943) – syn Zygmunta i Marii z Ubyszów h. Cholewa, dyrektor departamentu komunikacji Delegatury rządu na Kraj, Dyrektor Kolei Państwowych PKP w Radomiu i Katowicach, we Lwowie, dyrektor Dep. Ruchu Kolei Ministerstwa Komunikacji. Pseudonim „Zbrojny”. Stracony w Oświęcimiu;
- Sławomir Łaguna (1889–1940) – syn Leona Antoniego, inż. leśnika i Zofii z Farańskich, prezydent miasta Siedlce, poseł na sejm, członek PPS;
- Mikołaj Łaguna (Łagunow)[10] (14.06.1890–1940) – syn Pawła, generała-majora wojsk carskich i Serafiny von Kothen, porucznik, zamordowany w Katyniu;
- Aleksander Łaguna[11][12] (7.10.1894 – 9.10.1934) – syn Henryka Piotra, rotmistrza sztabowego 42 Mitawskiego Pułku Dragonów i Wiktorii Antoniny z Wilamowskich,  major WP pilot obserwator;
- Piotr Łaguna (1905–1941) – major WP pilot;
- Henryk Łaguna (ur. 21.11.1957) – syn Henryka i Zofii z Kaniów, architekt i artysta plastyk;
- Grzegorz Łaguna (ur. 6.10.1987) – dziennikarz, publicysta i prezenter telewizyjny;